# Tvalchrelidzeite
La tvalchrelidzeite è un minerale.